# Боглешти (Алба)
Боглешти (рум. Boglești) насеље је у Румунији у округу Алба у општини Чуруљаса. Oпштина се налази на надморској висини од 738 m.

## Становништво
Према подацима из 2002. године у насељу је живело 117 становника, од којих су сви румунске националности.